# Шиш (вулкан)
Шиш — дремлющий вулкан на полуострове Камчатка, расположенный в центре вулканический трещины Кумроч. 
Абсолютная высота — 2346 м. Площадь вулканической постройки около 30 км².
Вулкан состоит в основном из базальта. На вершине находится ледник, возраст которого — 300 лет. Вулкан образовался в 670 году до нашей эры. Последнее извержение произошло в 1685 году. На вершине расположены 2 шлаковых конуса и фумарольное поле.